# Lancken-Granitz
Lancken-Granitz är en kommun och ort i Landkreis Vorpommern-Rügen i förbundslandet Mecklenburg-Vorpommern i Tyskland.
Kommunen ingår i kommunalförbundet Amt Mönchgut-Granitz tillsammans med kommunerna Baabe, Göhren, Mönchgut, Sellin och Zirkow.